# Armoriale delle famiglie italiane (Ros-Roz)
Questo è l'armoriale delle famiglie italiane il cui cognome inizia con le lettere che vanno da Ros a Roz.

## Armi

### Rosa
| Stemma | Casato e blasonatura |
| ------ | --- |
|        | Rosa (Catanzaro) D'azzurro al leone d'oro, alla banda d'argento attraversata e caricata da tre rose di rosso (citato in BLCL) |
|        | Rosa (Napoletano) (la blasonatura non è stata ancora caricata) (citato in (19)) |
|        | Rosa o La Rosa (Sicilia) d'azzurro, con una banda d'oro caricata da tre rose al naturale (citato in (20)) Notizie storiche in Famiglie nobili di Sicilia. |
|        | Rosa (Brescia) fascia di oro su azzurro - 3 stelle (6 raggi) di oro poste 1,2 in alto su azzurro - 2 rami di rosa di verde fioriti di rosso posti uno in banda e uno in sbarra in basso su azzurro (citato in LEOM) |
|        | Rosa (Brescia) 3 corone di argento infilate in una banda di oro su azzurro - ramo di rosa fiorito di 3 pezzi di rosso posta in sbarra in alto a destra - ramo di rosa di verde fiorita di 3 pezzi di argento posta in banda in basso a sinistra (citato in LEOM) |
|        | Rosa (Brescia) rosa di rosso stelata e fogliata di verde posta in palo su azzurro (citato in LEOM) |
|        | Rosa (Brescia) rosa di rosso sormontata da - 3 gigli posti in fascia di azzurro tutto su argento (citato in LEOM) |
|        | Rosa (Gandino) a una rosa (citato in Piovanelli) |
|        | Rosai (Firenze) D'azzurro, a due rami di rosaio fioriti ciascuno di un pezzo al naturale, decussati e sormontati da una lettera tau (o lettera T) d'oro, coronato dello stesso (citato in (14)) |
|        | Rosano (Biella ?) Titolo: nobili D'oro, alla fascia d'azzurro, sormontata da un leone illeopardito, di rosso, e accompagnata in punta da tre pianticelle verdi di rosa, disposte a ventaglio, fiorite e bottonate di rosso, moventi da un ristretto di terreno, al naturale (citato in (16)) fascia di azzurro su oro - leone passante di rosso in alto su oro - pianta di rose di verde fiorita di 3 pezzi di rosso su poggetto (ristretto) di verde uscente dalla punta su oro (citato in LEOM) Motto: Amore e timore |
|        | Rosano (Sicilia) d'oro, con la banda d'azzurro caricata da un leone del primo, accompagnata da due rose al naturale (citato in (20)) Notizie storiche in Famiglie nobili di Sicilia. |
|        | Rosati (Firenze) D'azzurro, al leone d'oro tenente con le branche anteriori un ramo di rosaio al naturale, fiorito di un pezzo di rosso (citato in (14)) (DE) In Blau 1 goldener Löwe, in der Rechten 1 natürliche rote Rose haltend (citato in (23)) |
|        | Rosati (Trevi) (la blasonatura non è stata ancora caricata) Notizie storiche nel sito della Associazione Pro Trevi. |

### Rosb
| Stemma | Casato e blasonatura |
| ------ | --- |
|        | Rosboch o Rossi Boc (Oglianico, Torino) Titolo: nobili D'azzurro, al leone d'oro, armato e linguato di rosso, accompagnato in capo da una stella, d'oro Motto: Virtute et fortuna (citato in (16)) |
|        | Rosboch (Roma) leone rampante di oro su azzurro - stella (5 raggi) di oro in alto su azzurro (citato in LEOM)                                                                                      |

### Rosc
| Stemma | Casato e blasonatura |
| ------ | --- |
|        | Roscio (Benevento) Titolo: patrizi di Benevento d'azzurro al leone d'oro rampante ad un ramo di rosa fiorito al naturale (citato in (17)) leone rampante di oro accompagnato da un ramo di rosa di verde fiorito di 5 pezzi di rosso tutto su azzurro (citato in LEOM) |

### Rose
| Stemma | Casato e blasonatura |
| ------ | --- |
|        | Roselli (Arezzo) D'oro, a sei rose di rosso, 3.2.1. (citato in (14)) alias D'oro, a sei rose di rosso, ordinate in cinta (citato in (14)) 6 rose di rosso poste in orlo su oro (citato in LEOM) |
|        | Roselli (Esperia) ramo di rosa fogliato di verde fiorito di 3 pezzi di rosso accompagnato in capo da - 3 stelle (8 raggi) dello stesso poste 1,2 tutto su argento (citato in LEOM) |
|        | Rosellini (Pisa) Troncato: nel 1° d'oro, all'aquila dal volo spiegato di nero, coronata dello stesso; nel 2° d'azzurro, a tre piante di rosaio fiorite ciascuna di un pezzo e nodrite sul terreno, il tutto al naturale (citato in (14)) |
|        | Rosellini (Pescia) Di..., a tre rose (o rami di rosaio) di..., stelate e fogliate di..., 2.1 (citato in (14)) |
|        | Rosello o Rosselli o Rossello o Roselli (Borgo San Dalmazzo, Benevagienna) Titolo: nobile D'oro, al leone di rosso, coronato di verde, tenente una spada d'argento, premente con la zampa posterione destra un'idra di sette teste, di verde, con la sua coda rivolta verso il leone (citato in (16)) d'oro, al leone rampante di rosso, coronato di verde, tenente con la branca destra anteriore una spada al naturale e premente con la zampa destra anteriore un'idra di verde a sette teste, colla coda ravvolta attorno alla zampa stessa ed alla coda del leone (citato in (22)) Cimiero: un leone rosso nascente posto in mezzo di due rami di palma verde / un leone di rosso, nascente, accostato da due bande di verde Motto: Sola virtus immortalis - Virtus immortalis - Virtus sola immortalis |
|        | Rosemberg (Germania) (la blasonatura non è stata ancora caricata) (citato in DAlena) |
|        | Rosermini o Rosermini da Pisa (Toscana) (DE) In Blau 1 achtstrahliger goldener Stern (citato in (23)) |
|        | Rosetti (Cesena) (la blasonatura non è stata ancora caricata) (citato in BLCW) Immagine in Blasone Cesenate. |

### Rosi
| Stemma | Casato e blasonatura |
| ------ | --- |
|        | Rosi (Prato) Troncato: nel 1° di rosso pieno; nel 2° d'argento, al mazzo di rami di rosaio al naturale, fiorito di tre pezzi di rosso e legato d'azzurro (citato in (14)) |
|        | Rosi (Firenze) D'azzurro, alla fascia diminuita d'oro, sormontata da tre rose di rosso ordinate in capo, e accompagnata in punta da un monte di tre cime d'oro (citato in (14)) |
|        | Rosilo (Abruzzo) (la blasonatura non è stata ancora caricata) (citato in DAlena) |
|        | Rosini (Pisa) D'azzurro, a tre rami di rosaio al naturale, fioriti ciascuno di un pezzo di rosso e ordinati 1.2, sormontati da tre stelle a otto punte d'oro, ordinate in capo alias D'azzurro, a tre rami di rosaio al naturale, fioriti ciascuno di un pezzo di rosso e ordinati 1.2, sormontati da tre stelle a sei punte d'oro, ordinate in capo (citato in (14)) |
|        | Rosini (Sarteano) (di rosso, alla croce d'oro caricata di cinque rose del campo) (citato in BNDD) Immagine ne L'araldica sarteanese nei secoli. |

### Rosm
| Stemma | Casato e blasonatura                                                                                  |
| ------ | --- |
|        | Rosmini (Rovereto, Milano) d'azzurro, a 6 stelle d'oro 3, 2, 1 (citato in (2) - pag. 524 e in DAlena) |

### Rosn
| Stemma | Casato e blasonatura                                                                                                  |
| ------ | --- |
|        | Rosnati (Milano, Appiano) croce scorciata di rosso su argento - leone rampante di argento su azzurro (citato in LEOM) |

### Roso
| Stemma | Casato e blasonatura |
| ------ | --- |
|        | Rosolate (Biella) D'argento, al castello di rosso, aperto, di due torri merlate alla guelfa, con il capo d'azzurro, carico di cinque gigli, d'oro, ordinati in fascia e sormontati da un lambello, di rosso, di cinque gocce alias Troncato, al 1° d'azzurro, a cinque gigli, d'oro, ordinati in fascia, e sormontati da un rastrello, di rosso, cucito, di cinque denti, al 2° d'argento, al castello di rosso (citato in (16)) |
|        | Rosolati (Pistoia) D'argento, al palo partito d'oro e di rosso, accostato da quattro stelle a otto punte d'oro, due per parte (citato in (14)) |
|        | Rosoleoni (Firenze) Di..., a due leoni affrontati di..., controtenenti un rametto di rosaio di..., fiorito di un pezzo di... (citato in (14)) |
|        | Rosolini (Roma) (la blasonatura non è stata ancora caricata) (Immagine nell' Archivio Storico Capitolino (PDF) (archiviato dall'url originale il 5 marzo 2016).) |
|        | Rosoni (Firenze) D'oro, alla croce di nero, caricata di cinque rose d'argento, 1.3.1, bottonate del proprio campo (citato in (14)) |

### Rosp
| Stemma | Casato e blasonatura |
| ------ | --- |
|        | Rospigliosi o Rospigliosi Gioeni o Sozzifanti (Pistoia, Firenze, Roma)Signore di Trappeto, Contessa, Burgio; barone di Valcorrente, Miraglia, Aidone; conte di Chiusa; marchese di Giuliana; principe di Castiglione inquartato d'oro e d'azzurro a quattro losanghe dell'uno nell'altro (citato in (2) - pag. 227, in (5) - pag. 124, in (14), in DAlena, in Mango e in (20)) losanga di azzurro sull'oro dell'inquartato di oro e di azzurro - losanga di oro su azzurro nel 2° e 3° quarto (citato in LEOM) Notizie storiche in Famiglie nobili di Sicilia. (Immagine nell' Archivio Storico Capitolino (PDF).) |
|        | Rospigliosi (Roma) inquartato d'azzurro e d'oro, a quattro losanghe dell'uno nell'altro (Immagine nella Raccolta stemmi Trippini (JPG).) |
|        | Rospigliosi o Rospigliosi di Pistoia (Toscana) (DE) Silber-blau geviert, darin 4 Rauten in verwechselten Tinkturen (citato in (23)) |
|        | Rispigliosi (Cesena) (la blasonatura non è stata ancora caricata) (citato in BLCW) Immagine in Blasone Cesenate. |

### Rossa
| Stemma | Casato e blasonatura |
| ------ | --- |
|        | Rossa (Brescia) 2 bande una superiore di verde e una inferiore di azzurro su troncato di rosso e di argento (citato in LEOM) |

### Rosse
| Stemma | Casato e blasonatura |
| ------ | --- |
|        | Rossell o Rosselli (Palermo) d'argento, al leone al naturale, coronato d'oro (citato in Mango e in (20)) alias troncato nel primo d'argento, alla rosa di rosso, gambuta e fogliata di verde; nel secondo, d'oro a quattro pali di rosso (citato in Mango) Notizie storiche in Famiglie nobili di Sicilia. |
|        | Rosselli di azzurro al leone d'oro caricato di un giglio e attraversato da una banda (citato in (2) - pag. 537) |
|        | Rosselli (Firenze) D'azzurro, al leone d'oro caricato di un giglio di nero, e alla banda diminuita attraversante dello stesso (citato in (14)) Motto: Si omnia perdas famam servare memento |
|        | Rosselli (Firenze) D'azzurro, al leone d'oro caricato di un giglio di rosso, e alla fascia diminuita attraversante di nero (citato in (14)) |
|        | Rosselli (Modena) fasciato di argento e di rosso nel 1° e 4° quarto - albero di quercia sradicata al naturale uscente dalla partizione interna nel 2° e 3 ° quarto accompagnata da - leone rampante di oro nel 2° e leone rampante rivolto di oro nel 3° tutto su azzurro (citato in LEOM) |
|        | Rosselli del Lion Bianco (Firenze) Di..., al leone di... appoggiato a una lancia posta in palo di..., e alla banda attraversante di...; il tutto abbassato sotto il capo cucito d'Angiò (citato in (14)) |
|        | Rosselli del Lion Rosso (Firenze) D'azzurro, al leone d'oro, tenente con le branche anteriori un giglio dello stesso, e alla fascia diminuita attraversante di nero alias D'azzurro, al leone d'oro, tenente con le branche anteriori un giglio di nero, e alla fascia diminuita attraversante di nero (citato in (14)) |
|        | Rosselli Del Turco (Firenze) inquartato: nel 1º e 4º tagliato d'argento e di nero alla sbarra ondata dell'uno nell'altro, al leone rivolto di rosso, passante sul tagliato (Del Turco); nel 2º e 3º di azzurro al leone d'oro caricato di un giglio nero e attraversato da una banda di nero (Rosselli) Motto: In medio virtus (citato in (2) - pag. 537, in (4) - vol. 5 e in DAlena) alias partito: nel 1º tagliato d'argento e di nero alla sbarra ondata dell'uno nell'altro, al leone rivolto di rosso, passante sul tagliato (Del Turco); nel 2º di azzurro al leone d'oro caricato di un giglio nero e attraversato da una banda di nero (Rosselli) Motto: In medio virtus |
|        | Rosselli del Turco (Firenze, Prato) leone passante rivolto di rosso su - gemella ondata in sbarra di nero su argento - giglio di rosso su - banda di nero su - leone rampante di oro su azzurro (citato in LEOM) |
|        | Rosselli del Turco Masolini (Firenze, Prato) leone passante rivolto di rosso su - gemella ondata in sbarra di nero su argento - giglio di rosso su - banda di nero su - leone rampante di oro su azzurro - monte a 6 cime di argento su azzurro - 3 gigli di oro posti in fascia in alto su azzurro (citato in LEOM) |
|        | Rosselli del Turco o Rosselli del Turco Baciocchi Adorno o Rosselli del Turco Masolini o Rosselli del Turco Sassatelli (Firenze, Prato, Bologna) sbarra ondata e tagliata di nero e di argento su tagliato di argento e di nero sormontata da un leone corrente rivolto di rosso sull'argento - banda di nero su - leone rampante di oro caricato in petto da un giglio di nero su azzurro (citato in LEOM) |
|        | Rosselmini (Pisa, Pistoia, Firenze) D'azzurro, alla cometa d'argento (citato in (14)) |
|        | Rosselmini Gualandi (Pisa) cometa in palo di argento su azzurro - 3 bande di rosso su argento (citato in LEOM) |
|        | Rosselmini o Rosselmini Ricciardi o Rosselmini Gualandi (Pisa) cometa a 9 raggi ondeggiante in palo di argento su azzurro (citato in LEOM) |
|        | Rossermini o Rossermini del Lion d'Oro (Toscana) (DE) In Blau 1 silberner achtstrahliger Stern (citato in (23)) |
|        | Rosset (San Giovanni di Moriana, Torino) Titolo: baroni Partito, al 1° d'azzurro, al tripode d'oro, ardente al naturale, sormontato da una stella d'argento, scintillante d'oro, al 2° d'oro, al leone di rosso, impugnante con la branca destra una spada d'argento, e con la sinistra un pennone a fiamma, divisato di rosso alla croce d'argento, fustato d'argento, appoggiato alla spalla in sbarra Motto: Fido in te (citato in (16)) |
|        | Rosset (Roma) tripode di oro infiammato di rosso sormontato da - stella (5 raggi) raggiante di argento su azzurro - leone rampante di rosso afferrante con la destra una spada posta in palo di argento e con la sinistra una bandiera posta sulla spalla di rosso crociata di argento tutto su oro (citato in LEOM) |
|        | Rosset Desandrè (Torino) Titolo: baroni D'argento, a tre rose d'azzurro, male ordinate (citato in (16)) |
|        | Rossetti (Nizza) Titolo: consignori di Castelnuovo D'azzurro, a tre picche d'oro, una accanto all'altra, con il capo d'oro, carico di tre stelle, di rosso, ordinate in fascia (citato in (16)) |
|        | Rossetti (Chioggia) (la blasonatura non è stata ancora caricata) (citato in Araldica gentilizia (archiviato dall'url originale il 4 marzo 2016).) |
|        | Rossetti (Trieste) aquila di rosso su partito di oro e di argento - leone rampante di argento su azzurro (citato in LEOM) |

### Rossi
| Stemma | Casato e blasonatura |
| ------ | --- |
|        | Rossi (Firenze) di rosso pieno (citato in CROL – pag. 19, in (2) - pag. 421 e in (5) - pag. 106) |
|        | Rossi fasciato d'argento, e d'azzurro, al leone d'oro, attraversante sopra il tutto, ed il capo di Francia (citato in (5) - pag. 110) |
|        | Rossi (Bologna) fasciato d'argento e di nero, al leone d'oro attraversante; al capo d'Angiò (citato in (8) – pag. 658) |
|        | Rossi (Sardegna) (la blasonatura non è ancora caricata) (citato in (9) |
|        | Rossi (Firenze) D'azzurro, al leone d'argento, e alla banda attraversante di rosso caricata di tre scudetti (o bisanti) d'argento caricati della croce di rosso alias D'azzurro, al leone d'argento, e alla banda attraversante di rosso caricata di tre rotondi del Popolo fiorentino alias D'azzurro, al leone d'oro, e alla banda attraversante di rosso caricata di tre scudetti (o bisanti) d'argento caricati della croce di rosso alias D'azzurro, al leone d'oro, e alla banda attraversante di rosso caricata di tre rotondi del Popolo fiorentino (citato in (14)) |
|        | Rossi (Val di Sole, Piano, Comezzadura, Mastellina, Malè, Cavalese, Trento, Val di Fiemme, Val di Fassa, ecc.) Titolo: Nobili 1649, nobili imperiali 1745 con altro stemma (di Giovanni e Domenico da Trento, nobili imperiali 1645), dopo baroni D'azzurro, al leone d'argento, coda bifida Cimiero: il leone dello scudo (citato in Rauzi) |
|        | Rossi (Trento, Piano/Comezzadura} Titolo: Giovanni e Domenico Rossi, Trento, Nobili Imperiali 1645. Rossi da Piano/Comezzadura, Nobili Imperiali 1745 Inquartato; nel 1. e 4.° d'azzurro, al leone d'oro, tenente una palma di verde: nel 2.° e 3.° d'oro, all'aquila di nero, rostrata e membrata del campo, linguata di rosso: sul tutto uno scudetto di rosso pieno (citato in Crollalanza) |
|        | Rossi (Pisa) Bandato di sei pezzi d'argento e d'azzurro (citato in (14)) |
|        | Rossi (Pisa) Troncato di nero e d'oro, al crescente montante del secondo nel primo, e al capro saliente del primo nel secondo (citato in (14)) |
|        | Rossi (Pistoia, Firenze) D'oro, a tre pali di rosso (citato in (14)) (DE) In Gold 3 rote Pfähle (citato in (23)) alias Palato di sei pezzi d'oro e di rosso (citato in (14)) alias Palato di sei pezzi d'oro e di rosso, con il capo di Santo Stefano (citato in (14)) |
|        | Rossi (Pistoia) Di rosso, alla rosa d'oro posta nel cantone sinistro del capo, e al capo cucito d'Angiò (citato in (14)) |
|        | Rossi (Pontremoli) Troncato: nel 1° d'azzurro, al riccio passante al naturale, sormontato da una cometa d'oro ondeggiante in capo; nel 2° d'argento, a tre pali di rosso; e alla fascia d'argento passata sulla troncatura (citato in (14)) |
|        | Rossi (Siena) D'oro, alla gemella in fascia di rosso alias D'oro, alla gemella in fascia di rosso; con il capo d'Angiò alias Partito: nel 1° d'azzurro, a sei gigli d'oro, 3.2.1; nel 2° d'oro, alla gemella in fascia di rosso (citato in (14)) |
|        | Rossi (Siena) D'oro, alla banda d'azzurro accostata da due conchiglie di nero alias D'oro, alla banda d'azzurro accostata da due ricci passanti al naturale (citato in (14)) |
|        | Rossi (Siena) D'azzurro, a due bisce addossate in palo decussate e ridecussate d'oro, accompagnate da due gigli dello stesso uno in capo e l'altro in punta (citato in (14)) |
|        | Rossi (Firenze) Di..., al crescente volto di..., sormontato da un lambello a quattro pendenti di... (citato in (14)) |
|        | Rossi (Firenze) D'azzurro, al leone d'oro (citato in (14)) |
|        | Rossi (Firenze) D'azzurro, al delfino nuotante d'argento (citato in (14)) |
|        | Rossi (Arezzo) Di rosso, al leone d'oro, abbassato sotto la fascia alzata d'argento caricata di una rosa del campo (citato in (14)) |
|        | Rossi (Arezzo) leone rampante di oro su rosso sormontato da - una fascia di argento caricata da una rosa al naturale di rosso fogliata di verde (citato in LEOM) |
|        | Rossi (Arezzo) D'azzurro, al monte di sei cime d'oro sostenente un uccello (rondine) posato al naturale, e accompagnato in punta da un crescente montante d'argento (citato in (14)) monte a 6 cime di oro sormontato da una rondine al naturale di profilo (uccello) - in basso una luna montante di argento tutto su azzurro (citato in LEOM) |
|        | Rossi (Colle, Siena) D'azzurro, alla fascia d'oro accompagnata da tre rocchi di scacchiere dello stesso, 2.1 (citato in (14)) |
|        | Rossi (Firenze) Di rosso pieno (citato in (14)) alias Di rosso, al capo cucito d'Angiò (citato in (14)) (DE) Unter 1 blauen Schildhaupt, darin 1 vierlätziger roter Turnierkragen begleitet von je 1 goldenen Lilie zwischen den Lätzen (Capo d'Angiò), ledig rot (citato in (23)) alias Di rosso, al capo d'argento caricato di un lambello a quattro pendenti di rosso (citato in (14)) alias Di rosso, alla rosa d'oro posta nel cantone destro del capo, e abbassata sotto il capo cucito d'Angiò (citato in (14)) alias Di rosso, alla testa di leopardo d'oro posta nel cantone destro del capo, e abbassata sotto il capo cucito d'Angiò (citato in (14)) alias Troncato d'oro e di rosso, al leone dell'uno all'altro, e al capo d'Angiò (citato in (14)) |
|        | Rossi (Firenze) Palato di sei pezzi di rosso e d'oro, alla banda attraversante d'azzurro caricato di tre stelle a otto punte d'or (citato in (14)) |
|        | Rossi (Firenze) Troncato ondato di rosso e d'azzurro, alla fascia ondata d'argento passata sulla partizione (citato in (14)) (DE) Durch 1 silbernen Wellenbalken rot-blau geteilt (citato in (23)) |
|        | Rossi (Firenze) Troncato d'argento e di rosso, al leone dell'uno all'altro, tenente con la branca anteriore destra un giglio del secondo (citato in (14)) |
|        | Rossi (Firenze) D'azzurro, al braccio destro vestito di rosso, posto in palo reciso e tenente con due dita della mano di carnagione un anello d'oro incastonato dello stesso; e alla fascia diminuita attraversante d'oro alias D'azzurro, al braccio destro vestito di rosso, posto in palo reciso e tenente con due dita della mano di carnagione un anello d'oro incastonato dello stesso; e alla fascia diminuita attraversante d'oro, e a tre stelle a otto punte d'oro poste in capo, 1.2 (citato in (14)) |
|        | Rossi (Firenze) D'argento, calzato di rosso, all'albero secco e reciso al naturale nel primo (citato in (14)) |
|        | Rossi (Firenze) Di rosso pieno alias D'argento ad un albero di verde, terrazzato di rosso (citato in DAlena) |
|        | Rossi (Asolo) Troncato: nel 1° d'argento carico di tre monti di verde sostenenti due leoni affrontati di rosso tenenti un albero di cipresso al naturale; nel 2° d'argento a tre bande d'azzurro (citato in DAlena) |
|        | Rossi (Firenze) Fasciato d'oro e di rosso, alla banda del secondo, attraversante sul tutto, accompagnata in capo da un lambello di quattro pendenti di rosso (citato in DAlena) |
|        | Rossi (Toscana) (DE) Quadriert: In Feld 1 und 4: In Blau 1 silberner Löwe, in Feld 2 und 3: In Rot 2 blaue Wellenbalken (citato in (23)) |
|        | Rossi (Alessandria) Titolo: baroni di Vandorno D'azzurro, al leone coronato, d'oro (citato in (16)) |
|        | Rossi (Piemonte) Di rosso, a tre rose d'argento (citato in (16)) |
|        | Rossi o Derossi o Rosso (Cuneo, Mondovì) Titolo: nobile; conte di S. Rocco della Castagneretta D'argento, al leone di rosso, linguato e armato di nero, con la banda d'oro, attraversante e carica di tre rose, di rosso, bottonate del campo (citato in (16) e in (22)) Cimiero: l'aquila di nero Motto: Virtute duce |
|        | Rossi (Parma) Titolo: signori di Pontecurone D'azzurro, al leone d'argento (citato in (16)) |
|        | Rossi o Rosso (Manta) D'azzurro, al leone d'argento, coronato d'oro Motto: Curant sed ipse nihil (citato in (16)) |
|        | Rossi ? (Caraglio) D'azzurro, al leone d'argento, armato e linguato di rosso, con un sole d'oro, nascente del capo dello scudo Motto: Fortis et mitis (citato in (16)) |
|        | Rossi (Como, Vercelli) D'azzurro, al leone d'argento, linguato e membrato di rosso Motto: Domat et gravat (citato in (16)) |
|        | Rossi o De Rubeis (Alessandria, Torino) D'azzurro, inquartato da due filetti d'argento, al 1° e 4° al leone d'argento, linguato di rosso, al 2° e 3° alla banda d'oro, carica di tre tortelli di rosso alias Partito, al 1° di [...] alla banda di [...], carica di tre tortelli forati di [...], al 2° di [...], a tre corni da caccia di [...] Motto: Desiderium peccatorum peribit (citato in (16)) |
|        | Rossi (Torino) D'argento, al leone di rosso, con la banda d'oro, attraversante Motto: Una sola fede (citato in (16)) |
|        | Rossi (Torino) Di verde, al leone d'argento, armato, linguato, immaschito e codato di rosso, accompagnato da tre rose d'oro, bottonate d'argento Motto: Fortior in adversis (citato in (16)) |
|        | Rossi (Torino) Troncato, al 1° fasciato d'azzurro e d'argento, carico di due stelle (6) d'oro, al 2° di rosso, carico di una rosa d'argento (citato in (16)) |
|        | Rossi (Torino) D'azzurro, al leone d'argento, linguato, armato e immaschito di rosso, coronato d'oro alla reale, tenente con le due zampe anteriori una picca d'oro Motto: Spes mea in Deo (citato in (16)) |
|        | Rossi (Torino) D'azzurro, al leone d'argento Motto: Laus Deo (citato in (16)) |
|        | Rossi (Cremona) d'azzurro, al leone d'argento (citato in BLCR) Immagine in |
|        | Rossi (Torino) D'oro, alla fascia di rosso, carica di altra fascia d'argento, accompagnata da tre rose di rosso Motto: Nihil timet inclita virtus (citato in (16)) |
|        | Rossi o Rosso (Niella) D'oro, al leone di rosso (citato in (16) e in (22)) Cimiero: una fenice Motto: Una sola fides |
|        | Rossi (Gassino) Troncato d'oro e di rosso, al leone dell'uno nell'altro (citato in (16)) |
|        | Rossi (Gassino) Troncato d'oro e d'argento, al leone di rosso (citato in (16)) |
|        | Rossi ? (Gassino) D'azzurro, alla colonna d'argento, infiammata al naturale e sostenuta da un leone di [...] Motto: Rubore et constantia (citato in (16)) |
|        | Rossi (Chieri) Titolo: conti Di rosso, a cinque fasce d'argento (citato in (16)) |
|        | Rossi (Val della Torre, Chieri, Torino) Titolo: conti con il predicato di Montelera; conti Di rosso, al leone d'oro, tenente una lancia dello stesso, con la fiamma svolazzante, troncata d'azzurro e d'oro alias Di rosso, al leone d'oro, tenente una lancia dello stesso, con la fiamma svolazzante, troncata d'azzurro e d'oro, a una stella d'oro nel cantone destro del capo alias Di rosso, al leone d'oro, tenente una lancia dello stesso, con la fiamma svolazzante, troncata d'azzurro e d'oro, a una stella d'argento nel cantone destro del capo alias Di rosso, al leone d'oro, tenente una lancia dello stesso, con la fiamma svolazzante, troncata d'azzurro e d'oro, a una losanga d'oro nel cantone destro del capo alias Di rosso, al leone d'oro, tenente una lancia dello stesso, con la fiamma svolazzante, troncata d'azzurro e d'oro, a un bisante d'oro nel cantone destro del capo Motto: Facto et virtute (citato in (16)) |
|        | Rossi (Napoli, Giffoni) Titolo: nobili d'azzurro al leone d'oro fissante una rosa fogliata nel cantone destro al naturale (citato in (17)) leone rampante di oro mirante - una rosa al naturale di rosso fogliata e stelata di verde in alto a sinistra su azzurro (citato in LEOM) |
|        | Rossi o Rosso (Aci Catena, Catania) Titolo: nobili; barone di Martini, Cerami, Sanfiladelfo, Scordia Sottana, Calatabiano, Monterosso, Caltavuturo, Motta Santanastasia, Sinagra, Militello, Saponara, Sperlinga, Sirumi, Pietraliscia, Nucifora, Ravagliuso, Granavilla, Graniti, Calatamauro; conte di Montescaglioso, Sperlinga, Aidone, Cerami, Sclafani di rosso alla cometa d'oro, ondeggiante in palo (citato in (17) e in (20)) cometa ondeggiante in palo di oro su rosso (citato in LEOM) Motto: Serenat Notizie storiche in Famiglie nobili di Sicilia. |
|        | Rossi o Rosso o Russo di Cerami (Catania, Messina, Palermo, Castrogiovanni, Troina) Titolo: principe di Cerami, barone di Torre e Mendola, signore di Ganno, Pietrarossa e Fontana del Conte, Nixexa; nobili dei principi di Cerami; conte di San Secondo di rosso, alla cometa d'oro (citato in (17), in Mango e in (20)) alias di rosso alla banda d'oro caricata di tre R Motto: Serenat (citato in (17) e in Mango) Notizie storiche in Famiglie nobili di Sicilia. |
|        | Rossi (Cosenza) tre pali tesserati punici nella metà inferiore dello scudo d'oro (citato in (19)) Notizie storiche in Nobili napoletani. |
|        | Rossi o Fedeli (Toscana) (DE) Unter blauem Schildhaupt, darin 1 vierlätziger roter Turnierkragen, begleitet von je 1 goldenen Lilie zwischen den Lätzen (Capo d'Angiò), 7mal gold-rot schräggeteilt (citato in (23)) |
|        | Rossi (Guardia dei Lombardi) (d'oro, al leone di nero, lampassato di rosso) (citato in Araldica di Guardia dei Lombardi.) |
|        | Rossi (Guardia dei Lombardi) (d'oro, al leone di nero, lampassato di rosso, sormontato da un lambello di tre pendenti di rosso) (citato in Araldica di Guardia dei Lombardi.) |
|        | Rossi (Bologna) leone rampante di oro afferrante con tutte le zampe un ramo di olivo di verde fruttato di oro su rosso - lambello a 4 gocce di argento su azzurro in capo (citato in LEOM) |
|        | Rossi (Bologna) leone rampante di oro poggiante tutte le zampe su 3 foglie di palma di verde poste in semicerchio sormontato da - 3 gigli di oro posti in fascia tutto su rosso (citato in LEOM) |
|        | Rossi (Anconetano) leone rampante coronato tenente tra le anteriori un giglio di giardino fiorito di 2 pezzi tutto di oro su rosso (citato in LEOM) |
|        | Rossi (Fivizzano) fascia di argento su troncato di azzurro e di argento - istrice passante al naturale sulla fascia sormontato da - cometa posta in fascia coda a destra di oro su azzurro - 3 pali di rosso su argento (citato in LEOM) |
|        | Rossi (Napoli, Marigliano) leone rampante rivolto di oro verso una ara (piedistallo) di argento caricata da un serto di fiori al naturale e cimata da 2 cuori infiammati di rosso tutto su terrazzo di verde su azzurro - scudetto di argento alla destra dell'ara cimato da un ramo di palma di verde inclinato a sinistra su azzurro (citato in LEOM) |
|        | Rossi (Parma, Roma) leone rampante coronato di oro su azzurro - aquila coronata di rosso su oro - 3 triangoli di argento posti 2,1 su rosso (citato in LEOM) |
|        | Rossi (Cagliari) scoiattolo in atto di mangiare forse una nocciolina su una zattera fluttuante sul mare tutto al naturale su argento (citato in LEOM) |
|        | Rossi (Foligno) leone rampante di argento coronato alla reale di oro afferrante con la sinistra anteriore una spada di argento manicata di oro posta in palo su terrazzo di verde su azzurro (citato in LEOM) |
|        | Rossi (Schio) berretta di nero su fascia di oro su troncato di azzurro e di argento - cometa ondeggiante in palo di oro su azzurro - fiamma di rosso su argento (citato in LEOM) |
|        | Rossi (Venezia) leone rampante di rosso tenente con le anteriori e la posteriore destra un ramo di quercia al naturale su oro (citato in LEOM) |
|        | Rossi (Rovigo) croce scorciata trifogliata di oro su azzurro - fasciato di nero e di oro (citato in LEOM) |
|        | Rossi (Feltre, Venezia) 2 stelle (6 raggi) di oro poste in fascia sormontate da - cometa ondeggiante in palo dello stesso tutto su azzurro (citato in LEOM) |
|        | Rossi (Perugia, Assisi) leone rampante di argento su azzurro (citato in LEOM) |
|        | Rossi o De Rossi (Udine) palo di azzurro su partito di - semitroncato convesso di argento e di rosso - e di verde pieno (citato in LEOM) |
|        | Rossi (Viterbo) (la blasonatura non è stata ancora caricata) (immagine dello Stemmario reale di Baviera.) |
|        | Rossi (Cesena) (la blasonatura non è stata ancora caricata) (citato in BLCW) Immagine in Blasone Cesenate. |
|        | Rossi (Cesena) (la blasonatura non è stata ancora caricata) (citato in BLCW) Immagine in Blasone Cesenate. |
|        | Rossi (Cesena) (la blasonatura non è stata ancora caricata) (citato in BLCW) Immagine in Blasone Cesenate. |
|        | Rossi Agostino di Cocco Speziale o Rossi Agostino di Cocco Speziale del Bue (Toscana) (DE) In Grün 1 goldener Löwe, in beiden Vorderpranken 1 silberne Geißel haltend (citato in (23)) |
|        | Rossi Alemanni (Firenze) Inquartato di... e di... (citato in (14)) |
|        | Rossi Caracciolo (Napoli) Titolo: conti partito: 1° troncato d'azzurro e di rosso al leone d'argento rivoltato attraversante; 2° d'azzurro a tre fasce di rosso bordate d'argento (citato in (17)) |
|        | Rossi da Piantavigna o Rossi da Piantavigna d'Arezzo (Toscana) (DE) In Rot 1 geharnischter Rechtarm, mit zwei Fingern 1 goldenen, mit 3 blauen? Edelsteinen besetzten Fingerring haltend, überdeckt von 1 goldenen Balken und oben begleitet von 3 goldenen Scheiben balkenweise, diese belegt mit je 1 anstoßenden achtstrahlige (citato in (23)) |
|        | Rossi o Piantavigne (Toscana) (DE) Gespalten: Vorne in Rot 1 geharnischter senkrecht ausgestreckter Rechtarm, mit zwei Fingern 1 goldenen, mit 1 blauen Edelstein besetzten Fingerring haltend, überdeckt von 1 goldenen Balken und oben begleitet von 3 achtstrahligen goldenen Sternen, 1:2 gestellt, hinten in Gold 1 blauer Schrägbalken, der Figur nach belegt mit 3 goldenen Lilien, begleitet oben von 1 roten Kreuz und 1 liegenden silbernen Halbmond untereinander, unten von 1 schwebenden schwarzen Sechsberg, dieser besteckt mit 2 grünen Pflanzenstengeln und überhöht von 1 achtstrahligen silbernen Stern (citato in (23)) |
|        | Rossi (Ovada) Di rosso, alla sbarra abbassata d'azzurro, sostenente un leone d'oro rivoltato, tenente con le branche un giglio d'argento (citato in (25)) |
|        | Rossi (Idro, Odolo) sinistrocherio che porta un giglio (citato in Piovanelli) |
|        | Rossi Barbazzale (Napoli) d'azzurro, al lambello di tre pendenti di rosso, accompagnato in capo da tre stelle di sei raggi d'oro ordinate in fascia e in punta da un barbazzale dello stesso (Immagine nella Raccolta stemmi Trippini (JPG).) |
|        | Rossi Caracciolo (Napoli) leone rampante rivolto di argento su troncato di azzurro e di rosso - 3 fasce di rosso bordate di argento su azzurro (citato in LEOM) |
|        | Rossi Caracciolo (Napoli) leone rampante rivolto di argento su troncato di azzurro e di rosso - 3 fasce di argento su azzurro (citato in LEOM) |
|        | Rossi Conti (Carpi) fasciato di oro e di azzurro - leone rampante di argento sormontato da - 3 gigli di oro posti in fascia tutto su azzurro (citato in LEOM) |
|        | Rossi da Pogna (Firenze) Palato di sei pezzi d'oro e di rosso, alla banda attraversante del secondo e al lambello a tre pendenti dello stesso posto in capo e attraversante sul tutto (citato in (14)) |
|        | Rossi da San Giovanni (Firenze) D'oro, al destrocherio di carnagione tenente con due dita un anello d'oro incastonato dello stesso (citato in (14)) |
|        | Rossi del Barbazzale (Napoli) Titolo: patrizi napoletani d'azzurro alla fascia di nero bordata d'oro, accompagnata in capo da un rastrello di rosso sormontato da tre stelle d'oro in fascia, in punta da un morso di cavallo al naturale (citato in (17)) d'azzurro alla cotissa di nero bordata d'oro, accompagnata in capo da un lambello di rosso, sormontato tre stelle d'oro ordinate in fascia; e in punta dal barbazzale d'oro (citato in (19)) alias d'azzurro al barbazzale d'oro, accompagnato in capo da un lambello rosso di tre pendenti (citato in (19)) Cimiero: un piccolo bambino avvolto nelle fasce Notizie storiche in Nobili napoletani. |
|        | Rossi del Barbazzale (Napoli) fascia di nero bordata di oro su azzurro - lambello a 3 gocce di rosso sormontato da - 3 stelle (6 raggi) di oro poste in fascia in alto su azzurro - morso del cavallo di oro su azzurro in basso (citato in LEOM) |
|        | Rossi del Barbazzale (Napoli) barbazzale posto in fascia (morso di cavallo) di oro sormontato da - lambello a 3 gocce di rosso su azzurro - 3 stelle (6 raggi) di oro poste in fascia su azzurro in capo (citato in LEOM) |
|        | Rossi del Giudice (Napoli, Marigliano) Titolo: marchese di Vinchiaturo d'azzurro al basamento di pietra fregiato di una ghirlanda fiorita, sostenente due cuori con fiamme di rosso, accompagnato a destra di un leone d'oro linguato di rosso, appoggiato al pilastro e rivoltato, a sinistra uno scudo d'argento dal quale parte un ramo di palma piegato ad arco al naturale, il tutto su di una campagna al naturale Motto: Sont unis pour jamais (citato in (17)) |
|        | Rossi del Lion Nero (Firenze) Inquartato decussato: nel 1° e 4° d'argento, alla rosa di rosso; nel 2° e 3° d'azzurro, alla stella a otto punte d'oro (citato in (14)) |
|        | Rossi del Lion Nero (Firenze, Fiesole) Partito: nel 1° di rosso, alla rosa d'oro e al capo d'Angiò; nel 2° troncato d'argento e di rosso, al leone dell'uno all'altro; il tutto abbassato sotto il capo d'oro caricato di tre pali di rosso (citato in (14)) |
|        | Rossi del Rosso (Siena) D'azzurro, alla fascia d'oro accompagnata da tre rocchi di scacchiere dello stesso, 2.1 (citato in (14)) |
|        | Rossi della Ferza (Firenze) D'azzurro, al leone d'oro tenente con la branca destra una ferza dello stesso (citato in (14)) |
|        | Rossi o Rossi della Vipera (Toscana) (DE) Silber-blau schräggeviert, in den silbernen Plätzen je 1 rote Rose, in den blauen Plätzen je 1 achtstrahliger goldener Stern (citato in (23)) |
|        | Rossi delle Onde o De Rubeis o De Rubeos (Napoli, Molise) Titolo: barone di Carbonara, Castelpetroso; conte di Caiazzo; marchese: di Castelpetroso; duca di Serre Inquartato nel 1° e 4° d'azzurro al leone d'argento; nel 2° e 3° fasciato, ondato d'argento e d'azzurro (citato in DAlena e in (19)) alias d'azzurro al leone d'argento (citato in (19)) Notizie storiche in Nobili napoletani. |
|        | Rossi Deodati (Reggio Emilia, Modena) leone rampante di oro afferrante con le zampe anteriori un giglio di rosso su azzurro - 2 stelle (6 raggi) di oro poste in fascia su azzurro in capo (sulla prima partizione) - trangla di rosso (sulla prima partizione) - 3 dadi di argento posti 1,2 un sull'altro marcati 1,6,3 di nero su azzurro - stella (6 raggi) di oro su azzurro in capo (sulla seconda partizione) - trangla di rosso (sulla seconda partizione) (citato in LEOM) |
|        | Rossi di Monte Lera (Torino) leone rampante di oro afferrante con le 2 zampe anteriori una lancia da torneo di oro con la fiamma svolazzante troncata di azzurro e di oro su rosso (citato in LEOM) |
|        | Rossi di Monte Lera (Torino) leone rampante di oro afferrante con le 2 zampe anteriori una lancia da torneo di oro con la fiamma svolazzante troncata di azzurro e di oro su rosso - stella (5 raggi) di oro in alto a sinistra su rosso (citato in LEOM) |
|        | Rossi di Monte Lera (Torino) leone rampante di oro afferrante con le 2 zampe anteriori una lancia da torneo di oro con la fiamma svolazzante troncata di azzurro e di oro su rosso - stella (5 raggi) di argento in alto a sinistra su rosso (citato in LEOM) |
|        | Rossi di Monte Lera (Torino) leone rampante di oro afferrante con le 2 zampe anteriori una lancia da torneo di oro con la fiamma svolazzante troncata di azzurro e di oro su rosso - losanga di oro in alto a sinistra su rosso (citato in LEOM) |
|        | Rossi Foglia (Correggio) fascia di rosso accompagnata da - 3 gigli di oro posti 2,1 su azzurro - aquila di nero ali abbassate (volo) coronata di oro su oro - ramoscello fogliato di verde posto in palo su azzurro (citato in LEOM) |
|        | Rossi Foglia (Correggio) fascia di rosso accompagnata da - 3 gigli di oro posti 2,1 su azzurro - ramoscello fogliato di verde su azzurro (citato in LEOM) |
|        | Rossi Foschi (Lugo) leone rampante di oro su fasciato di argento e di nero - capo d'Angiò (sulla prima partizione) - monte a 6 cime di argento uscente dalla punta sormontato da una torre di rosso alla guelfa aperta e finestrata di nero tutto su azzurro (citato in LEOM) |
|        | Rossi Giannini (Siena) D'azzurro, alla pergola rovesciata d'oro, accompagnato da tre stelle a otto punte dello stesso, 2.1 (citato in (14)) |
|        | Rossi Longhi (Roma) leone rampante al naturale su azzurro (citato in LEOM) |
|        | Rossi Martini (Genova) fascia di nero su troncato di oro e di azzurro - aquila di azzurro su oro - capra passante sormontata da 3 stelle (5 raggi) poste in fascia tutto di argento su azzurro (citato in LEOM) |
|        | Rossi Passavanti (Terni, Torino) albero di lauro sradicato al naturale affiancato in basso da - 2 fiamme di rosso tutto su argento - torre di oro aperta e finestrata di nero merlata di 4 pezzi alla ghibellina sormontata da - una freccia posta in fascia punta a sinistra di nero tutto su rosso (citato in LEOM) |
|        | Rossi Piantravigne (Arezzo, Firenze) Troncato d'azzurro e di rosso, al braccio reciso armato al naturale attraversante e posto in palo, con la mano di carnagione volta in alto e tenente fra il pollice e l'indice un anello d'oro incastonato di rosso; con la fascia d'oro attraversante sul tutto, accompagnata da tre stelle a sei punte dello stesso ordinate in capo (citato in (14)) |
|        | Rossi di Piantravigne (Arezzo) fascia di oro su troncato di azzurro e di rosso - su braccio sinistro armato al naturale posto in palo reciso tenente con l'indice e il pollice di carnagione un anello di oro sormontato da - 3 stelle (8 raggi) dello stesso poste 1,2 sull'azzurro - 3 gigli di oro su banda di azzurro posti nel senso della banda su oro - luna montante di argento sormontata da una crocetta di rosso su oro in alto - monte a 5 cime di verde uscente dalla punta cimato da 2 zampe di aquila di nero sormontate a loro volta da - stella (8 raggi) di argento su oro (citato in LEOM) |
|        | Rossi Scotti (Perugia, Roma) monte a 3 cime di oro usente dalla punta sostenente - un cane seduto di argento collarinato di rosso su azzurro - sbarra di argento attraversante - un grifo dello stesso su azzurro - fasciato ondato di argento e di rosso (citato in LEOM) |
|        | Rossi-Scotti (Perugia) (la blasonatura non è stata ancora caricata) (Immagine nella Raccolta stemmi Trippini (JPG).) |
|        | Rossignoli o Rosignuolo o Rossignolo (Intra) Titolo: conti palatini; consignori di Châteauneuf D'azzurro, al triangolo d'oro, carico di un triangolo di nero, rovesciato e inscritto nel primo (citato in (16)) |
|        | Rossignoli o Rosignuolo o Rossignolo (Torino) D'azzurro, al triangolo d'oro, carico di un triangolo di nero, rovesciato e inscritto nel primo Motto: In tenebris (citato in (16)) |
|        | Rossignoli o Rossignolo (Nizza, Vercelli) D'argento, alla palma, di verde, nutrita nella punta dello scudo, sormontata da una stella, d'azzurro, e sostenente un usignolo, al naturale alias Losangato d'argento e d'azzurro, con il capo d'azzurro, cucito, carico di tre quaglie (?) [forse usignoli?], d'argento, ordinate in fascia Motto: Nec tenebris angor (citato in (16)) |
|        | Rossignoli o Rossignolo (Torino) D'azzurro, a tre triangoli d'oro, male ordinati, con le punte unite alias D'azzurro, a tre triangoli di rosso, cuciti, male ordinati, con le punte unite (citato in (16)) |
|        | Rossignoli D'oro, al giglio di rosso, mantellato d'azzurro (citato in (16)) |
|        | Rossignoli (Dalmazia) 3 stelle (6 raggi) di oro su banda di rosso bordata di oro su - leone rampante dello stesso su azzurro (citato in LEOM) |
|        | Rossini (Firenze) Di..., a due scuri d'arme decussate di... (citato in (14)) |
|        | Rossini (Firenze) Troncato: nel 1° d'azzurro, a tre rose di rosso, 2.1; nel 2° d'argento, alle lettere M.R. maiuscole di nero; e alla fascia diminuita di rosso, passata sulla troncatura (citato in (14)) |
|        | Rossini (Cesena) (la blasonatura non è stata ancora caricata) (citato in BLCW) Immagine in Blasone Cesenate. |

### Rosso
| Stemma | Casato e blasonatura |
| ------ | --- |
|        | Rosso (Molise) (la blasonatura non è stata ancora caricata) (citato in DAlena) |
|        | Rosso o De Rubei (Ivrea) Di rosso, alla mano di carnagione, stringente due catene di ferro, al naturale, accompagnata in capo da tre stelle, d'oro, ordinate in fascia, in punta da tre fiamme, d'oro (citato in (16)) |
|        | Rosso o Russo (Catania) cometa ondeggiante in palo di oro su rosso (citato in LEOM) |
|        | Rosso o Rossi del Barbazzale (Napoli) barbazzale (parte del morso del cavallo) di oro posto in sbarra su azzurro accompagnato in alto da - un lambello a 3 gocce di rosso (citato in LEOM)                             |
|        | Rossolini (Viterbo) (la blasonatura non è stata ancora caricata) (immagine dello Stemmario reale di Baviera.) |
|        | Rossoni (Pisa) Di rosso, alla fascia d'oro sostenente un leone leopardito e coronato dello stesso, tenente con la branca destra un ramo di palma di verde (citato in (14))                                             |
|        | Rossotti o Rossotto (Mondovì) D'azzurro, al palo d'argento, carico di una stella di rosso Motto: Sic duce natura clemente sequor - Sic duce natura vos elementa sequor (citato in (16))                                |

### Rossu
| Stemma | Casato e blasonatura |
| ------ | --- |
|        | Rossus (Toscana) (DE) Durch 1 silbernes Kreuz, dieses belegt mit 2 grünen Blättern pfahlweise, rot-blau gespalten (citato in (23)) |

### Rost
| Stemma | Casato e blasonatura |
| ------ | --- |
|        | Rostagni o Rostagno (Palermo) 6 rose araldiche poste in doppia fascia di 3 di oro su troncato di azzurro e di rosso (citato in LEOM) |
|        | Rostagno o Rostagni (Nizza) Titolo: consignori di Peglione, Rimplas, Sauze; barone di Bozzolo, Senestrara, Cornetto Troncato d'azzurro e di rosso, ciascun punto a tre pigne d'oro, le superiori ordinate in fascia (citato in (16)) spaccato d'azzurro sovra rosso a sei pigne d'oro, 3 a 3 sovra cadun quarto in fascia (citato in (22)) alias D'azzurro, a tre pigne d'oro, poste in fascia (citato in (16)) |
|        | Rostagni o Rostagno (Torino) Titolo: baroni di Villaretto Troncato d'azzurro e di rosso, ciascun punto a tre pigne d'oro, le superiori ordinate in fascia alias Troncato d'azzurro e di rosso, ciascun punto a tre pigne d'oro, ordinate in fascia (citato in (16)) |
|        | Rostagni o Rostagno (Cuneo) Titolo: baroni di Bozzolo Troncato d'azzurro e di rosso, ciascun punto carico di tre rose d'oro ordinate in fascia (citato in (16)) |
|        | Rostagni o Rostagno (Palermo) Titolo: Duca di San Ferdinando; marchese di San Ferdinando; signore di 260 salme di Gasena troncato: d'azzurro e di rosso, con sei rose d'oro, poste tre nel primo e tre nel secondo (citato in (17), in Mango e in (20)) Notizie storiche in Famiglie nobili di Sicilia. Ulteriori notizie storiche in Famiglie nobili di Sicilia.                                               |
|        | Rosteghin (Chioggia) (la blasonatura non è stata ancora caricata) (citato in Araldica gentilizia (archiviato dall'url originale il 4 marzo 2016).) |

### Rot
| Stemma | Casato e blasonatura |
| ------ | --- |
|        | Rota troncato d'argento e di rosso, alla ruota e al monte di tre cime dell'uno nell'altro (citato in (5) - pag. 156) |
|        | Rota (Cosenza, Napoli, Sorrento) D'azzurro alla ruota d'oro di 8 raggi. Lo scudo accollato dall'aquila bicipite di nero (citato in DAlena) |
|        | Rota (Napoletano) D'azzurro, alla ruota di otto raggi d'oro (citato in (19)) |
|        | Rota (Bergamo) Troncato nel primo di rosso a una ruota d'argento; nel secondo d'argento al monte di tre cime di verde (citato in Stemmi della Val Brembana (archiviato dall'url originale il 6 gennaio 2013).) |
|        | Rota o Rotta (Bergamo, Cuneo) Troncato, al 1° d'argento, alla ruota di rosso, al 2° di rosso a tre monti di verde, cuciti (citato in (16) e in (22)) |
|        | Rota (Borgo San Martino, Trino, Casale) Titolo: consignori di Corsione, Moransengo, Piozzo, Rivalta, Tonengo, Valmacca, Versano D'argento, alla ruota di rosso, sostenuta da un monte, di verde alias D'argento, alla ruota di rosso, accompagnata in capo da un monte, di verde (citato in (16)) |
|        | Rota o Rotta (Mondovì) D'oro, a tre ruote di nero, con il monte di rosso, ristretto, in abisso, con il capo d'azzurro, a due verghette in palo alternate da tre gigli, il tutto d'oro (citato in (16)) in campo di oro una montagna di rosso, accompagnata da tre ruote di nero; ed il capo di azzurro, caricato di tre gigli d'oro, divisi da due verghette di rosso (citato in (22)) alias D'oro, a tre ruote di nero, con il monte di rosso, ristretto, in abisso, con il capo d'azzurro, carico di tre gigli d'oro, posti tra le gocce di un lambello d'azzurro, di quattro gocce (citato in (16)) Cimiero: una figura rappresentante la fortuna nascente, qual tiene una ruota d'oro Motto: Sine me nihil |
|        | Rota o De Roda (Palermo, Agrigento) d'azzurro, alla torre d'oro, sormontata da due corone dello stesso (citato in Mango e in (20)) Notizie storiche in Famiglie nobili di Sicilia. |
|        | Rota (Cremona) (la blasonatura non è stata ancora caricata) (Immagine nella Raccolta stemmi Trippini (JPG).) |
|        | Rota (Bertinoro, Forlì) banda trinciata di oro e di rosso su azzurro - 3 stelle (6 raggi) di oro in alto poste in banda su azzurro - ruota di oro su azzurro in basso - capo d'Angiò (citato in LEOM) |
|        | Rota (Brescia) monte a 3 cime di argento cimato da - ruota di oro (5 raggi) su azzurro - 3 stelle (5 raggi) di oro poste 1,2 su azzurro - aquila bicipite di nero su oro in capo (citato in LEOM) |
|        | Rota (Trieste, Bolzano) ruota di rosso affiancata da - 2 pali di azzurro caricati da 2 mezzi gigli di oro su nero - testa di moro di profilo rivolta attorcigliata di argento su 5 monti ristretti di oro uscenti dalla punta digradanti ai lati su rosso (citato in LEOM) |
|        | Rota (Trieste, Bolzano) ruota di rosso su nero accostata da - 2 pali di azzurro caricati di 2 mezze lance di oro complementari tra loro - monte a 5 cime di oro uscente dalla punta cimato da - una testa di moro al naturale rivolta attorcigliata di argento su rosso (citato in LEOM) |
|        | Rota (San Vito al Tagliamento, Roma, Firenze, Ferrara) ruota a 8 raggi di oro su azzurro - 3 monti al naturale di verde uscenti dalla punta su argento - mezza aquila bicipite al naturale uscente dalla partizione centrale su rosso (citato in LEOM) |
|        | Rota (Modena) ruota a 8 raggi di oro sul rosso del - troncato di rosso e di argento - monte a 3 cime di verde uscente dalla punta sull'argento (citato in LEOM) |
|        | Rota (Tropea) d'azzurro alla ruota d'oro ad otto raggi. Lo scudo accollato dall'aquila bicipite spiegata in nero (citato in BLCL) Immagine e notizie storiche in Tropea Magazine. |
|        | Rota (Cremona) Titolo: marchesi di Calvatone, marchesi di Colleforte e di San Giuliano, marchesi, conti, liberi baroni e cavalieri del Sacro Romano Impero inquartato; nel primo e nel quarto d'oro, all'aquila bicipite di nero; nel secondo e nel terzo di rosso, alla fascia d'argento, caricata di un monte di tre cime di verde, ed accompagnata in capo da una ruota d'oro, e in punta da una palla dello stesso (citato in BLCR) Immagine in |
|        | Rota (Cesena) (la blasonatura non è stata ancora caricata) (citato in BLCW) Immagine in Blasone Cesenate. |
|        | Rota Candiani (Piacenza, Brioni) filetto in fascia di rosso su fascia di argento su azzurro - 3 stelle (6 raggi) di oro poste 1,2 in alto su azzurro -monte a 3 cime di argento uscente dalla punta cimato da - una ruota di rosso a 8 raggi affiancata da - 2 rami nodriti nel monte stesso al naturale posti in banda e in sbarra su azzurro - aquila coronata di nero su oro - 2 chiavi incrociate di argento gli ingegni in alto all'esterno accantonati da - 3 gigli di oro posti 1,2 su azzurro (citato in LEOM) |
|        | Rotati (Roma, Fano) riga di argento (fascia ridotta) su rosso - stella (8 raggi) di argento divisa a metà da 3 palle dello stesso poste in palo in alto su rosso - ruota a 6 raggi di argento posta in basso su rosso (citato in LEOM) |
|        | Rothermann (Trieste) mezza aquila bicipite di nero uscente dalla partizione centrale su oro - muro merlato alla guelfa di 4 pezzi caricato di 3 rape tutto al naturale fogliate di verde poste in fascia dalla merlatura sorge - un uomo in maestà di carnagione nudo cinto in fronte in vita tenente con la mano destra un albero di olivo sradicato al naturale poggiato sulla spalla destra tutto su argento (citato in LEOM) |
|        | Roti (Firenze) D'azzurro, a due branche di leone d'argento, armate e recise di rosso, poste i croce di S. Andrea (citato in (4 Vol. V, pag. 836)) 2 zampe di leone incrociate di argento recise di rosso su azzurro (citato in LEOM) alias D'azzurro, a due branche di leone decussate d'argento, armate di rosso (citato in (14)) |
|        | Rotilenzi (Firenze) Di..., alla ruota di..., sormontata da un rincontro di bue di... (citato in (14)) |
|        | Rotondi o Rotundo (Molise) (la blasonatura non è stata ancora caricata) (citato in DAlena) |
|        | Rotondo (Sicilia) d'azzurro, a nove stelle (6 ?) d'oro, poste 3, 3 e 3 (citato in Mango e in (20)) Notizie storiche in Famiglie nobili di Sicilia. |
|        | Rottoli (Cesena) (la blasonatura non è stata ancora caricata) (citato in BLCW) Immagine in Blasone Cesenate. |

### Rou
| Stemma | Casato e blasonatura |
| ------ | --- |
|        | Rousseau (Parigi, Carmagnola) D'azzurro, a due spade decussate, con la lama d'argento e l'elsa d'oro, accompagnate nell'inquartatura del capo da un sole, d'oro, e nelle altre tre da un cigno, d'argento Motto: Comendo morior (citato in (16)) |
|        | Roux o Rossoo Rossi o Roux-Tondut (Nizza) Titolo: conte di Peglione; consignore di Castelnuovo D'azzurro, al leone d'oro, coronato d'argento, fissante una stella (6) d'oro posta nell'angolo destro del capo (citato in (16) e in (22)) alias D'argento al leone passante, di rosso, con la banda d'oro, carica di tre rose di rosso, attraversante (citato in (16)) |

### Rov
| Stemma | Casato e blasonatura |
| ------ | --- |
|        | Rovai (Firenze) Di..., al leone d'oro tenente con le branche anteriori un aquilotto dal volo abbassato di nero (citato in (14)) (DE) In Silber 1 goldener Löwe, in der Rechten 1 schwarzen Adler haltend (citato in (23)) |
|        | Rovasenda o Roasenda o Da Rovasenda o Del Melle (Rovasenda, Torino, Borgo San Dalmazzo) Titolo: conte di Rovasenda, Melle; signore di Ferracane, Rovasenda, Roasio, Tavagnasco, Villarboit; consignore di Albano, Balocco, Biandrate, Castelletto Cervo, Massazza, Nomaglio; marchese di Gazelli e Chiossanico Di rosso, al leone d'oro, con il capo d'oro carico di un'aquila coronata, di nero (citato in (16) e in (22)) leone rampante di oro su rosso - aquila coronata di nero su oro in capo (citato in LEOM) alias Inquartato, di Rovasenda e di Quadro, che è di rosso, a tre corone d'oro marchionali (citato in (16)) alias Partito di Rovasenda e di Quadro (citato in (16)) alias troncato, al 1º d'argento a tre ruote di rosso, ordinate in fascia; al 2º di rosso al pino al naturale, accostato da due gigli d'oro; colla fascia d'azzurro, sulla partizione (citato in (22)) Cimiero: fanciullo di carnagione che tiene una banderuola rossa e verde, nella destra Motto: Vicit et vivo - Gothici ex Italia pulsi sanguinis reliquiae |
|        | Rovati (Brescia) d'argento alla pianta di rovo di verde, sostenuta da un leone nero (citato in (11)) |
|        | Rovedi (Tortona) D'azzurro, a tre ruote d'oro, di quattro raggi, male ordinate (citato in (16)) |
|        | Roveglio (Milano, Desenzano) d'argento a due gambe di pisello di verde moventi sulla punta di un colle e intersecanti (citato in Piovanelli) |
|        | Rovegno (Trani, Calabria) Titolo: principe di San Giovanni di Palagoria, marchese di Umbriatico d'oro a sei fasce di rosso attraversate da un capriolo d'oro caricato da cinque piccoli alberi di verde, con un albero più grande di verde piantato su di un monte di tre cime di verde (citato in (17)) 5 alberi sradicati di verde posti in scaglione su scaglione di oro su - 6 fasce di rosso su oro - 3 monti al naturale uscenti dalla punta cimati da un albero di verde sulle ultime 3 fasce di rosso su oro (citato in LEOM) |
|        | Rovelli (Garbagna, Piemonte) di rosso, alla spada d'acciaio alta in palo accostata da 3 ruote d'argento, 2 ai fianchi l'altra in capo (citato in (2) - pag. 462 e in DAlena) |
|        | Rovelli (Firenze) Partito: nel 1° troncato di rosso e d'argento, a tre ruote, 2.1, dell'uno nell'altro; nel 2° pure troncato, a/ d'oro, al castello turrito di due pezzi d'argento sormontato da una testa di moro di nero, attortigliata d'argento, b/ d'oro, al giglio di rosso (citato in (14)) |
|        | Rovelli (Roma, Ceva) Titolo: signori di Nucetto; consignori di Ceva Di rosso, alla spada d'argento, con l'impugnatura accompagnata da tre ruote, dello stesso (citato in (16)) |
|        | Rovelli (Como, Alessandria) Di nero, al leone coronato, d'oro alias Di porpora, al leone d'oro (citato in (16)) |
|        | Rovelli (Val Brembana) D'argento ad un albero al naturale, nodrito da una campagna di verde, sinistrato e sostenuto da un uomo nudo di carnagione (citato in Stemmi della Val Brembana (archiviato dall'url originale il 6 gennaio 2013).) |
|        | Rovelli (Como, San Dalmazio) castello quadrato merlato di 5 pezzi alla guelfa di argento su rosso aperto e finestrato del campo cimato da - una testa di moro al naturale attorcigliata di argento su rosso (citato in LEOM) |
|        | Rovere o Della Rovere (Ovada) D'azzurro, alla rovere al naturale coi rami passati in croce di Sant'Andrea, nodrita sulla pianura di verde (citato in (25)) |
|        | Roverella d'oro, alla rovere fustata e sradicata al naturale, fogliata di verde, con i rami passati in doppia croce di S. Andrea, e alla filiera dentata interzata e reinterzata d'argento, di azzurro, e di rosso (citato in (5) - pag. 156) |
|        | Roverella (Cesena) (la blasonatura non è stata ancora caricata) (citato in BLCW) Immagine in Blasone Cesenate. |
|        | Roverella partito d'oro alla mezz'aquila di nero coronata d'oro, uscente dalla partizione, col volo abbassato; e di azzurro alla rovere al naturale di quattro rami decussati (citato in (4) – pag. 447) |
|        | Roverella (Ferrara) partito d'oro alla mezz'aquila di nero coronata d'oro, uscente dalla partizione, col volo abbassato; e di azzurro alla rovere sradicata al naturale (Immagine nella Raccolta stemmi Trippini (JPG).) |
|        | Roverella (la blasonatura non è stata ancora caricata) (citato in CASN) Immagine in http://opac.casanatense.it/GEIDEFile/D74.JPG?Archive=129329194750&File=csst0061_jpg |
|        | Rovereto (Ovada) Troncato: nel 1° d'azzurro, a tre stelle di sei raggi d'oro poste 1, 2; nel 2° d'argento, alla rovere al naturale, terrazzata di verde, sostenuta da due leoni coronati d'oro e attraversante sulla partizione (citato in (25)) |
|        | Rovereto (Genova, Livorno) albero di rovere di oro affiancata da - 2 leoni controrampanti coronati dello stesso su terrazzo di verde su azzurro (citato in LEOM) |
|        | Rovereto (Genova, Livorno) 3 stelle (5 raggi) di oro poste in fascia sull'azzurro del - troncato di azzurro e di rosso (citato in LEOM) |
|        | Roverini (Cesena) (la blasonatura non è stata ancora caricata) (citato in BLCW) Immagine in Blasone Cesenate. |
|        | Roverizio (Ceriana, Pigna, Sanremo) Titolo: conti di Roccasterone D'azzurro, al rovere d'oro, nutrito nella punta dello scudo Moptto: Concussa quiesco (citato in (16)) |
|        | Roverizio Pianavia (Sanremo) pianta di rovere di oro uscente dalla punta su azzurro (citato in LEOM) |
|        | Rovertero o Rovertera (Sicilia) d'argento, con due fasce di rosso accompagnate da tre ruote d'azzurro (citato in (20)) Notizie storiche in Famiglie nobili di Sicilia. |
|        | Rovetta (Valtesse) albero di argento nodrito su terrazzo di verde su azzurro (citato in LEOM) |
|        | Rovetta (Valtesse) albero di rovere al naturale nodrito nel terrazzo erboso dello stesso su azzurro (citato in LEOM) |
|        | Rovida (Milano) Titolo: marchesi di Boca; conti di Mondondone; signori di Cameriano, Fontanetto Di rosso, a tre ruote di cinque raggi, d'argento alias Troncato, al 1° di rosso, a tre ruote d'oro, 2, 1, con il capo d'oro, all'aquila di nero, coronata d'oro, al 2° di Visconti di Fontaneto alias Partito di Rovida e di Visconti di Fontaneto (citato in (16)) |
|        | Rovighi (Modena) fascia di azzurro su oro accompagnata da - 2 teste di drago di verde poste in palo linguate e recise di rosso su oro (citato in LEOM) |
|        | Roviglio (Bergamo) albero di rovere sradicato affiancata da - 2 leoni controrampanti tutto al naturale su azzurro - 3 stelle (5 raggi) di oro poste 1,2 in alto su azzurro (citato in LEOM) |
|        | Rovigno (Sicilia) Titolo: barone di Pietralongo d'oro, a tre fasce di rosso accompagnate da un albero di rovere al naturale, piantato sopra un monte di tre cime di rosso movente dalla punta, e dallo scaglione d'argento caricato da cinque alberetti sradicati di verde, soprastante sul tutto (citato in Mango e in (20)) Notizie storiche in Famiglie nobili di Sicilia. |
|        | Rovizzi (Sirmione) alla ruota sostenente un riccio (citato in Piovanelli) |

### Roy
| Stemma | Casato e blasonatura |
| ------ | --- |
|        | Roy o Roij (Fiandre, Giaveno) Titolo: consignori di Giaveno Di rosso, al delfino d'argento alias Di rosso, al delfino d'argento, coronato d'oro Motto: In portum venit alias D'argento, alla fascia di rosso, carica di tre corone d'oro, comitali Motto: Bien faire passe tout (citato in (16)) |
|        | Roych o Roig (Cagliari) grifo rampante coronato di rosso su oro (citato in LEOM) |

### Roz
| Stemma | Casato e blasonatura |
| ------ | --- |
|        | Rozona (Verona) 2 burrelle (fasce ridotte) di verde sostenenti ciascuna - 2 leoni passanti affrontati di oro e in punta un terrazzo di verde sostenente altri 2 leoni passanti affrontati di oro tutto su rosso (citato in LEOM)                                                                                   |
|        | Rozwadowski (Galizia (Spagna), Galata di Costantinopoli (Turchia)) 3 corni da caccia di nero legati di oro uniti per i bocchini ad un anello di oro posti 1,2 su argento (citato in LEOM) |
|        | Rozzi (Civitanova Marche) fascia scaccata (3file) di rosso e di verde su troncato di azzurro e di oro - braccio destro uscente da sinistra vestito di rosso con polsino di argento afferrante con la mano di carnagione un giglio di oro su azzurro - cavallo corrente al naturale rivolto su oro (citato in LEOM) |